# The Haunted
The Haunted er et svensk thrash metalband (inspireret af melodisk dødsmetal), der blev dannet i 1996. De originale medlemmer var Patrik Jensen (også fra Witchery) på guitar, Jonas Björler (bas), Adrian Erlandsson (trommer), Anders Björler (guitar) og Peter Dolving (vokal). Begge Björler brødre og Erlandsson var med i det melodiske dødsmetalband At the Gates som var et pionerende band på den svenske dødsmetal secne. Den nuværende trommeslager er Per Möller Jensen. Alle medlemmerne både nuværende og tidligere er fra Göteborg i Sverige udover Per Möller Jensen, som er fra Danmark.

## Biografi
Bandet skrev kontrakt med pladeselskabet earache records og udgav i 1998 deres debutalbum The Haunted. Efter udgivelsen af albummet forlod Peter Dolving og Adrian Erlandsson bandet. Marco Aro blev rekrutteret som ny vokalist og Per Möller Jensen som trommeslager. Deres andet album The Haunted Made Me Do It udgivet i 2000 var mere melodisk og lignede mere "Gothenburgstilen" og mere "old-school" thrash. I 2001 udgav bandet deres live album Live Rounds In Tokyo. I august 2001 forlod Anders Björler bandet og blev midlertidig afløst af Marcus Sunesson (fra The Crown) til The Haunteds tour. Mindre end et år efter vendte Anders Björler tilbage til bandet. Det næste udgivne album blev i februar 2003 ved navn One Kill Wonder. Marco Aro forlod i slutningen af 2003 bandet og den originale vokalist Peter Dolving sluttede sig til dem igen.
Det første album med Peter Dolving tilbage på vokalen var rEVOLVEr og blev udgivet i oktober 2004. Samtidig skrev de kontrakt med Century Media og albummet blev derfor udgivet gennem den. Efter udgivelsen turnerede bandet rundt i verden og kom med på andenscenen til Ozzfest i 2005. The Haunteds seneste album The Dead Eye blev udgivet 30. oktober 2005 i Europa og 31. oktober 2006 i USA.

## Stil
The Haunted kombinerer musik fra 1980ernes Bay Area thrash metal bands som Metallica og Forbidden såvel som Los Angeles thrash metal bands som Slayer og Dark Angel med den lokale svenske dødsmetalstil fra bands som Dark Tranquillity. Der er også inspiration fra hardcore punk mest bemærkelsesværdig i vokalen.

## Diskografi
| Albums |
| The Haunted - Udgivet: 23. juni 1998 - Placering på hitliste: - Salg i USA: - Pladeselskab: Earache Records - Singler:                                  |
| The Haunted Made Me Do It - Released: 27. oktober 2000 - Placering på hitliste: - Salg i USA: - Pladeselskab: Earache Records - Singler: Bury Your Dead |
| One Kill Wonder - Released: 25. februar 2003 - Placering på hitliste: - Salg i USA: - Label(s): Earache Records - Singles: D.O.A.                       |
| rEVOLVEr - Released: 19. oktober 2004 - Placering på hitliste: - Salg i USA: - Pladeselskaber: Century Media - Singler: No Compromise, All Against All  |
| The Dead Eye - Released: 30. oktober 2006 - Placering på hitliste: - Salg i USA: - Pladeselskaber: Century Media - Singler: The Flood, The Drowning     |

- Versus (2008)

- Warning Shots (2009)

- Road Kill (2010)

- Unseen (2011)

- Eye Of The Storm (Ep-2014)

- Exit Wounds (2014)

### Live album
- Live Rounds In Tokyo (2001)

### Demoer
- Demo '97 (1997)

## Videografi
- Caught on Tape (DVD, 2002)

## Medlemmer
- Peter Dolving – Vokal (1996-1998, 2003-)
- Anders Björler – Guitar (1995-2002-)
- Jonas Björler – Bas (1996-)
- Patrik Jensen – Guitar (1996-)
- Per Möller Jensen – Trommer (1999-2012)

## Forrige medlemmer
- Marco Aro – Vokal (2000-2003)
- Adrian Erlandsson – Trommer (1996-1999)
- Marcus Sunesson – Guitar (2001-2002)

## Links
- Officielle hjemmeside Arkiveret 7. september 2014 hos  Wayback Machine
- The Haunted sangtekster Arkiveret 26. august 2006 hos  Wayback Machine
- Interview med Peter Dolving (engelsk)